# Ursprunglig omöjlighet
Ursprunglig omöjlighet är i juridiken då två parter har slutit ett avtal där den ena parten skall utföra en prestation och han aldrig haft möjlighet att utföra prestationen. Vid försäljning av en fartygslast som har sjunkit till botten med ett havererat fartyg och vid uthyrning av ett hus som har brunnit ner finns alltså denna ursprungliga omöjlighet.
Motsatsen (då fartyget havererar efter försäljningen, då huset brinner ner sedan hyreskontraktet har undertecknats) kallas efterföljande omöjlighet.
Den ursprungliga omöjligheten medför att den som har utlovat prestationen är ersättningsskyldig, om han insåg omöjligheten redan när avtalet skrevs och ändå åtog sig prestationen, och om den som skulle ha tagit emot prestationen varken insåg eller borde ha insett att prestationen var omöjlig och därmed var i god tro. 
Om ersättningsskyldighet ska gälla även när den som skulle ha utfört en prestation inte heller insåg den ursprungliga omöjligheten, utan båda var i god tro, är olika reglerad i olika lagar. Åsikterna har varierat inom rättsvetenskapen. I Sverige har man oftast förutsatt någon form av garanti från den som skulle ha utfört prestationen för att ersättningsskyldighet skall gälla.